# Fenêtre de Durand
Fenêtre de Durand är ett bergspass i Schweiz, på gränsen till Italien.   Det ligger i distriktet Entremont och kantonen Valais, i den södra delen av landet, 120 km söder om huvudstaden Bern. Fenêtre de Durand ligger 2 806 meter över havet.
Terrängen runt Fenêtre de Durand är huvudsakligen bergig, men den allra närmaste omgivningen är kuperad. Terrängen runt Fenêtre de Durand sluttar söderut. Runt Fenêtre de Durand är det mycket glesbefolkat, med 4 invånare per kvadratkilometer.. Närmaste större samhälle är Liddes, 15,9 km nordväst om Fenêtre de Durand. 
Trakten runt Fenêtre de Durand består i huvudsak av gräsmarker.